# Nedeljko Bajić Baja
Nedeljko Bajić (Недељко Бајић) (Šipovo, Iugoslàvia, 9 de juny de 1968), conegut professionalment com a Nedeljko Bajić Baja o Baja, és un cantant bosnià.

## Discografia
- Malo kockam, malo pijem (1992)
- Eh, Neno, Neno (1994)
- Usijanje (1996)
- Ljubavnik (1997)
- Čežnja, strast i mržnja (1998)
- Svetski čovek (1999)
- Došlo vreme (2002)
- Koktel ljubavi (2005)
- Zapisano je u vremenu(2007)